# Chapurahalli, Mulbagal
Chapurahalli là một làng thuộc tehsil Mulbagal, huyện Kolar, bang Karnataka, Ấn Độ.